# Saint-Hilaire-Fontaine
Saint-Hilaire-Fontaine ist eine französische Gemeinde mit 171 Einwohnern (Stand: 1. Januar 2022) im  Département Nièvre in der Region Bourgogne-Franche-Comté. Sie gehört zum Arrondissement Château-Chinon (Ville) und zum Kanton Luzy (bis 2015: Kanton Fours). 

## Geographie
Saint-Hilaire-Fontaine liegt etwa 43 Kilometer ostsüdöstlich von Nevers an der Loire. Im äußersten Süden mündet die Cressonne in die Loire, an der nördlichen Gemeindegrenze verläuft das Flüsschen Donjon. Umgeben wird Saint-Hilaire-Fontaine von den Nachbargemeinden Verneuil im Norden und Nordwesten, Cercy-la-Tour im Norden, Montambert im Osten, Cronat im Südosten, Gannay-sur-Loire im Süden, Lamenay-sur-Loire im Westen und Südwesten sowie Charrin im Westen und Nordwesten.

## Bevölkerungsentwicklung
| Jahr                       | 1962 | 1968 | 1975 | 1982 | 1990 | 1999 | 2006 | 2013 |
| Einwohner                  | 267  | 255  | 232  | 241  | 196  | 188  | 191  | 185  |
| Quellen: Cassini und INSEE |      |      |      |      |      |      |      |      |

## Sehenswürdigkeiten

Kirche Saint-Hilaire

- Kirche Saint-Hilaire

## Persönlichkeiten
- Georges Turlier (* 1931), Kanute, Olympiasieger im Zweier-Canadier 1952, Weltmeister 1959